# Theristus buetschlioides
Theristus buetschlioides är en rundmaskart som beskrevs av Benjamin G. Chitwood 1951. Theristus buetschlioides ingår i släktet Theristus och familjen Monhysteridae. Inga underarter finns listade i Catalogue of Life.